# Mindyiminvé
Mindyiminvé ist ein Ort im Norden der Provinz Litoral in Äquatorialguinea. Er liegt an einer wichtigen West-Ost-Verbindung, etwa 30 km östlich von Bata.

## Geographie
Der Ort liegt zwischen Mboete (Machinda) und Bileng am Ostrand der Küstenebene. Der Ort markiert auch eine Kreuzung, wo von der Ost-West-Verbindung kleinere Straßen nach Norden (Acaasi) und Süden (Tono) abzweigen.

## Klima
Nach dem Köppen-Geiger-System zeichnet sich Mindyiminvé durch ein tropisches Klima mit der Kurzbezeichnung Am aus.